# Orenburg Airlines
Orenburg Airlines of Orenair (Russisch: Оренбургские авиалинии) is een Russische luchtvaartmaatschappij met haar hoofdzetel in Orenburg. Vanuit deze thuisbasis worden passagiers-, vracht- en chartervluchten uitgevoerd zowel binnen Rusland als naar omringende landen. In 2011 is de maatschappij overgenomen door Aeroflot.

## Geschiedenis
Orenburg Airlines is in 1993 ontstaan als Orenburg Avia Enterprise vanuit de Orenburg divisie van Aeroflot. In 1995 werd de huidige naam Orenburg Airlines ingevoerd. Op 15 november 2011 is Orenburg Airlines opgegaan in Aeroflot.

## Diensten
Orenburg Airlines voert lijnvluchten uit/naar: (juli 2007)
Binnenland:
- Adler-Sotsji, Anapa, Orenburg, Krasnodar, Mineralnje Vody, Moskou, Sint-Petersburg

Buitenland:
- Doesjanbe, Chodzjand, Kulob.

## Vloot
De vloot van Orenburg Airlines bestaat in juli 2007 uit:
- 2 Boeing 737-400
- 3 Boeing B737-500
- 2 Tupolev TU-154B
- 1 Tupolev TU-154M
- 6 Tupolev TU-134A
- 1 Antonov AN-24V